# Fernando Ferrara
Fernando Ferrara (Roma 1927 – L'Aquila, 12 luglio 1996) è stato un anglista, critico letterario, saggista e traduttore italiano. Ha insegnato letteratura inglese presso le università di Venezia, Roma, Perugia, Napoli (ricoprendo anche ruoli accademici di rilievo presso l’Istituto Universitario Orientale per oltre un quarto di secolo) e L’Aquila.
I suoi ambiti di ricerca spaziarono dalla letteratura popolare del cinquecento (Jests and Merry Tales, 1960) alla poesia rurale del settecento (La poesia rurale inglese nel Settecento,1967), dagli studi shakespeariani (Shakespeare e la commedia, 1964; Il teatro dei re. Saggio sui drammi storico-politici di Shakespeare, 1995) a T. S. Eliot (Poesia e teatro di T. S. Eliot, 1961), da George Orwell (La lotta contro il Leviatano: saggio su Orwell, 1982) a David Herbert Lawrence (Romanzo e profezia,1982).
Ha diretto gli “Annali dell’I.U.O – Sezione Germanica” e la Collana “Cultura e Società” per l’Editrice Officina.
Fernando Ferrara si è inoltre dedicato al rinnovamento sia della teoria e critica letteraria sia della prassi didattica. L’Università Orientale di Napoli gli ha dedicato l’aula 4.1 del quarto piano, dove lui di solito teneva le sue lezioni.

## Opere
- L’opera narrativa di R. Greene, Venezia, La Goliardica, 1957 (seconda edizione Napoli, Pironti, 1960)
- Jests and Merry Tales, Aspetti della narrativa popolaresca del Cinquecento, Roma, Ateneo, 1960
- Le più belle pagine della letteratura inglese (a cura di G. Baldini e F. Ferrara), Milano, Accademia, 1960, 2 voll.
- Poesia e teatro di T. S. Eliot,  Napoli, Pironti, 1961
- Introduzione alla lettura delle prime commedie di W. Shakespeare, Napoli, Liguori, 1963
- Shakespeare e la commedia, Bari, Adriatica,1964
- La poesia rurale inglese nel Settecento, Roma, Ateneo, 1967
- Burle e facezie del cinquecento inglese (a cura di), Roma, Edizioni dell’Ateneo, 1973
- Messaggi e ambiente (a cura di, con G.R. Cardona), Roma, Officina, 1977
- La lotta contro il Leviatano: saggio su Orwell, Napoli, Liguori, 1982
- Le feste e il potere (con Luigi Coppola), Roma, Officina, 1982
- Romanzo e profezia: L'amante di Lady Chatterley di D.H. Lawrence come mito e predicazione, Roma, Officina, 1982
- Il corpo e il libro. Analisi computerizzata delle tre versioni di “Lady Chatterley’s Lover” di D.H. Lawrence (a cura di), Napoli, IUO, 1990
- Shakespeare e le voci della storia, Bulzoni, Roma, 1994
- Il teatro dei re. Saggio sui drammi storico-politici di Shakespeare,  Bari, Adriatica,1995